# PHMR
PHMR est un sigle signifiant « personne handicapée ou à mobilité réduite », notamment utilisé en matière de transport aérien.